# Cristóbal Finch
Cristóbal Ignacio Finch Barrios (Santiago, Chile, 1 de junio de 2002) es un futbolista profesional chileno que se desempeña como defensa en Atlético Colina de la Tercera División A de Chile.

## Trayectoria

### Universidad Católica
Firmó su primer contrato como profesional en octubre de 2019, que lo vincularía al elenco cruzado hasta junio de 2022, En el ámbito internacional fue incluido en la lista de los 30 jugadores inscritos para disputar la Copa Libertadores 2020.
Debutó oficialmente el 3 de julio de 2021, cuando reemplazó a los 83 minutos a Alfonso Parot, en la derrota 0 a 2 de Universidad Católica frente a Everton de Viña del Mar por el partido de vuelta perteneciente a los octavos de final de la Copa Chile 2021. A finales de 2021, el club disputó la final de la Supercopa 2021 frente a Ñublense, donde la UC se coronó en tanda de penales tricampeón de está competencia, también la institución se coronó tetracampeón del torneo nacional, tras ganar las ediciones 2018, 2019, 2020 y 2021, y se convirtió en su cuarto título con la franja.
Dejó la UC a finales de 2023.

## Estadísticas

### Clubes
| Club                         | Div.          | Temporada     | Liga  | Liga  | Copas nacionales | Copas nacionales | Torneos internacionales | Torneos internacionales | Total | Total |
| Club                         | Div.          | Temporada     | Part. | Goles | Part.            | Goles            | Part.                   | Goles                   | Part. | Goles |
| ---------------------------- | ------------- | ------------- | ----- | ----- | ---------------- | ---------------- | ----------------------- | ----------------------- | ----- | ----- |
| Universidad Católica · Chile | 1.ª           | 2021          | 1     | 0     | 1                | 0                | —                       | —                       | 2     | 0     |
| Universidad Católica · Chile | 1.ª           | 2022          | —     | —     | —                | —                | —                       | —                       | 0     | 0     |
| Universidad Católica · Chile | Total club    | Total club    | 1     | 0     | 1                | 0                | 0                       | 0                       | 2     | 0     |
| Barnechea · Chile            | 1.ª           |               |       |       |                  |                  |                         |                         |       |       |
| Barnechea · Chile            | 1.ª           | 2023          | 5     | 0     | 1                | 0                | —                       | —                       | 6     | 0     |
| Barnechea · Chile            | Total club    | Total club    | 5     | 0     | 1                | 0                | 0                       | 0                       | 6     | 0     |
| Total carrera                | Total carrera | Total carrera | 6     | 0     | 2                | 0                | 0                       | 0                       | 8     | 0     |
| 1. 2.                        |               |               |       |       |                  |                  |                         |                         |       |       |

### Resumen estadístico
| Competición               | Partidos | Goles |
| ------------------------- | -------- | ----- |
| Primera División de Chile | 1        | 0     |
| Primera B de Chile        | 5        | 0     |
| Copa Chile                | 2        | 0     |
| Total                     | 8        | 0     |

## Palmarés

### Títulos nacionales
| Título             | Equipo                     | País  | Año  |
| ------------------ | -------------------------- | ----- | ---- |
| Primera División   | C. D. Universidad Católica | Chile | 2020 |
| Supercopa de Chile | C. D. Universidad Católica | Chile | 2020 |
| Supercopa de Chile | C. D. Universidad Católica | Chile | 2021 |
| Primera División   | C. D. Universidad Católica | Chile | 2021 |